# Cardita vinsoni
Cardita vinsoni is een tweekleppigensoort uit de familie van de Carditidae. De wetenschappelijke naam van de soort is voor het eerst geldig gepubliceerd in 1951 door Viader.